# Le Cheshire Cat et moi
Albums de Nolwenn Leroy
Histoires Naturelles Tour
(2007) Bretonne
(2010)
Singles
1. Faut-il, faut-il pas ?
Sortie : 9 novembre 2009
2. Textile schizophrénie
Sortie : mars 2010

Le Cheshire Cat et moi est le troisième album de la chanteuse française Nolwenn Leroy sorti le 7 décembre 2009 sous le label Mercury Records.

## Titres
| 1.    | Le Cheshire cat                                                   | Nolwenn Leroy, Teitur                         | 3:40 |
| 2.    | Faut-il, faut-il pas ?                                            | Nolwenn Leroy, Rupert Hine, Adam Stidham      | 2:45 |
| 3.    | Mademoiselle de la gamelle                                        | Nolwenn Leroy, Michelle Featherstone          | 2:49 |
| 4.    | Feel good                                                         | Teitur                                        | 3:04 |
| 5.    | Cauchemar                                                         | Nolwenn Leroy, Rupert Hine                    | 4:28 |
| 6.    | Valse au sommet                                                   | Nolwenn Leroy, Teitur                         | 3:23 |
| 7.    | Parfaitement insaisissable                                        | Nolwenn Leroy, Lenna Bowerly, Franck Fossey   | 3:51 |
| 8.    | You get me                                                        | Pamela Sheyne, Teitur                         | 4:14 |
| 9.    | Textile schizophrénie                                             | Nolwenn Leroy, Scott McFarnon                 | 3:16 |
| 10.   | Amis des jours de pluie                                           | Nolwenn Leroy, Teitur                         | 3:10 |
| 11.   | Safe and sound                                                    | Jonatha Brooke                                | 3:29 |
| 12.   | Ici c'est moi qui commande (uniquement dans la version collector) |                                               | 2:44 |
| 13.   | Aucune idée (uniquement dans la version collector)                | Nolwenn Leroy, Jonatha Brooke, Michael Errico | 2:51 |
| 14.   | Me and you (uniquement sur iTunes)                                |                                               | 3:20 |
| 47:04 |                                                                   |                                               |      |

## Écriture des chansons
Toutes les chansons de l'album ont été écrites par Nolwenn Leroy en anglais (à l'exception de You Get Me, repris en 2010 par Seal et Safe and Sound), puis traduites en français pour la plupart. Le premier titre extrait de l'album est Faut-il, faut-il pas ?, il s'agit de la chanson la plus pop de l'album selon Guillaume Joffroy de Pure People. Pour l'écriture de ce titre, Nolwenn s'est inspirée du roman L'Insoutenable Légèreté de l'être de Milan Kundera.

## Enregistrement
Nolwenn Leroy a enregistré en trois jours les voix de l'album. Les sessions d'enregistrements se sont déroulées à Lund en Suède et le mixage à Paris. À propos des voix, elle avait « l'impression de chanter faux ». Les arrangements de l'album ont été réalisés par Teitur Lassen qui est chanteur.

## Visuel
Nolwenn Leroy, qui est très attachée aux visuels de ses albums respectifs a fait confiance, cette fois, à Thomas Jacquet, ce qui donne une pochette à l'univers très "Lewis Carroll" où elle figure avec le "Cheshire Cat".

## Critiques
L'Express qualifie l'album de  « folk lyrique et féerique [...] exigeant et stylisé ». Le site internet "Pure People", trouve que cet album présente une « révolution artistique » qui est « tout sauf petite ». Pour le journal Ouest-France, « Nolwenn y dévoile un vrai talent d'écriture ». Le Figaro parle d'un projet « audacieux » et ajoute : « le timbre harmonieux de la chanteuse fait merveille dans cet opus épuré et d'une grande musicalité ». La Tribune de Genève note que Nolwenn « dévoile aussi cette facette, moins connue d’artiste engagée avec Valse au sommet ».

## Classement hebdomadaire
| Classement (2009-2010)                      | Meilleure position |
| ------------------------------------------- | ------------------ |
| Belgique (Ultratop Wallonie)                | 32                 |
| France (SNEP)                               | 26                 |
| France (SNEP Téléchargements)               | 5                  |
| Suisse (Schweizer Hitparade Suisse romande) | 47                 |